# Stazione di Daiba (Tokyo)
La Stazione di Daiba (台場駅?, Daiba-eki) è una stazione ferroviaria di Tokyo, si trova sull'isola di Odaiba nel quartiere di Minato e serve il people mover Yurikamome.

## Linee

### People Mover
- Yurikamome